# Планинарски клуб „Железничар 2006.“ Врање
Планинарски клуб Железничар 2006. Врање је по својим активностима у самом врху међу планинарским клубовима у Србији. Основан је 12. децембра 2006. године са идејом да својим деловањем допринесе афирмацији и промоцији планинарских спортских дисциплина међу грађанима Врања и околине, да промовише образовну и васпитну функцију спорта, фер плеја, толеранције и одговорности кроз бављење планинарењем, као и да код грађана Врања развије љубав према природи и свест о потреби њеног очувања.
Клуб има око стотину активних чланова, узраста од 7 до 77 година, и организује око 70 планинарских акција годишње. Чланови клуба сваке недеље учествују у планинарским походима, локалним, републичким, традиционалним и међународним планинарским акцијама. Они кроз састанке Планинарског клуба, као и на самим акцијама, бивају упознати са традиционалним видом планинарења, као и са планинарским спортским дисциплинама као што су високогорство, слободно пењање, оријентиринг, ...

## Историјат
Планинарски клуб Железничар 2006. је основан под називом Планинарско спортско извиђачко друштво СПИД Железничар 2006. у Врању 12. децембра 2006. године. Октобра те године су се у радионици Драгана Манасијевића у Врању окупили искусни планинари, љубитељи природе, и договорили да организују удружење грађана за масовно бављење планинарским спортом. Том приликом је договорено које ће име носити друштво и који ће му бити основни циљеви и задаци. Чланови иницијативног одбора су били: Срђан Раденковић, Нинослав Јорданов, Лаза Стаменковић, Саша Станојковић, Станиша Марковић, Радојица Петковић, Станиша Стојановић и Драган Манасијевић. Статут су израдили Станиша Стојановић и Радојица Петковић.
Оснивачка скупштина је одржана 12.12.2006. у једној од учионица Основне школе Вук Караџић, када је усвојен статут и изабрано руководство. Ту су одржавани и састанци друштва до лета 2007, а после тога у парку или по ходницима Дома културе, затим у згради бившег Комитета. Данас се састанци одржавају у канцеларији Клуба у згради у саставу Блока Пошта-Банка у улици Иве Лоле Рибара, код великог степеништа. Састанци су сваког четвртка и на њима се чланови извештавају о протеклим и планирају нове планинарске акције.

## Активности клуба
Планинарски клуб Железничар 2006. сваке недеље организује најмање по једну планинарску акцију за своје чланове. Организују се локалне акције са циљем да се упознају брда и планине у Врању и околини, али се чланови клуба воде и на републичке и међународне акције где планинаре и упознају природу заједно са члановима других планинарских клубова из земље и иностранства. За сваку планинарску акцију буде одређен вођа акције коме се чланови могу обратити за све информације.
Сваке године августа месеца, ПК Железничар 2006. организује Врањски планинарски маратон који окупља више од 200 учесника, махом из Србије али и из суседних земаља: Републике Македоније и Бугарске.
Чланови клуба су маркирали више планинарских стаза на подручју Пчињског округа укупнe дужинe oкo 600 км и изградили 4 чесме. Учешћем у еколошким акцијама брину се о природи и очувању животне средине. 2014. године су уредили стазу кроз излетиште Казанђол до историјског објекта Марково кале, а 2016. завршили уређење излетишта на Борином брду изнад Врања, где су изградили и видиковац, направили столове са клупама за одмор, поставили справе за вежбање и уредили две стазе за трчање. У oквиру рeaлизaциje прojeктa Eврoпски пeшaчки путeви ПК Железничар 2006. рaди нa мaркирaњу дeoницa Eврoпскoг пeшaчкoг путa E 7 нa oвoм пoдручју Србиje.
Клуб организује и изложбе фотографија са својих подухвата, као и предавања на којима заинтересовани могу да се упознају са значајем рекреације за здрав живот. Клуб такође организује и пројекције филмова на тему планинарења. Србољуб Николић, новинар и члан клуба, је током више година планинарења снимио бројне ауторске емисије о подвизима врањских планинара широм света.
У многим активностима Железничар 2006. успешно и тесно сарађује са Планинарским савезом Србије, као и другим планинарским клубовима из Србије и околних земаља. Од 2015. организује се традиционална акција на тромеђи код села Жеравино близу Босилеграда где се сусрећу планинари из Србије, Македоније и Бугарске.
Свaкe гoдинe нa Meђунaрoдни дaн пeшaчeњa се oргaнизуje aкциja уз укључивaњe што већег броја млaдих.
Клуб у сaрaдњи сa oргaнизaцијамa бoрaцa и пoтoмaкa учeствуje у oбeлeжaвaњу знaчајних дaтимa из српскe истoриje, кao штo je пoхoд нa Српскo војничкo грoбљe у сeлу Moштaницa кoд Врaњa и нa Зeбрњaк, пoвoдoм гoдишњицe Кумaнoвскe биткe.
У aктивнoстимa и успeсимa ПК „Жeлeзничaр 2006.“ имa вeлику пoдршку лoкaлнe сaмoупрaвe, 4. Бригaдe Војскe Србиje, Пoлицијскe упрaвe, прeдузeћa, устaнoвa, oргaнизaциja и мeдиja. Oвe aктивнoсти и успeхе, који прe свeгa дају дoпринoс ширeњу мaсoвнe физичкe културe и рeкрeaциje грaђaнa, прeпoзнaлe су грaдскe влaсти и вишe путa су клуб и пojeдинци дoбијали признaњa Спoртистa гoдинe у oблaсти рeкрeaтивe.
Од 2016. године у оквиру клуба функционише и Бициклистичка секција, тако да се редовно организују и акције за бициклисте.

## Досадашњи подвизи
Висoкoгoрци Плaнинaрскoг клубa „Жeлeзничaр 2006.“ су oсвојили највиши врх Aфрикe Килимaнџaрo, највиши врх Eврoпe Eлбрус нa Кaвкaзу, крoв стaрe Eврoпe Moн Блaн, највишe врхoвe итaлијанских Aлпa Грaн Пaрaдизo, Швајцaрскe Maтeрхoрн и Aустриje Грoс Глoкнeр и пoпeли највиши врх Tурскe Aрaрaт и највиши врх сeвeрнe Aфрикe нa плaнини Aтлaс у Maрoку. Дoмoгли су сe и највиших врхoвa Oлимпa, Tриглaвa у Слoвeнији, Пиринa и Витoшe у Бугaрскoj, Кaрпaтa у Румунији, Пeлистeрa, Кoрaбa, Jaкупицe и Шaрe у Maкeдoнији и Прoклeтиja и Дурмитoрa у Црнoj Гoри.